# Jupiter, Neptun und Pluto (Caravaggio)
Jupiter, Neptun und Pluto ist das einzige bekannte Deckengemälde des italienischen Malers Michelangelo Merisi da Caravaggio. Das Werk entstand nach Ebert-Schifferer im Jahr 1599.

## Entstehung und Geschichte
Caravaggio schuf dieses Gemälde für seinen Patron Kardinal Francesco Maria Del Monte an der Decke einer Alchemistenkammer (heute ein Korridor) im Casino Boncompagni Ludovisi in der Villa Ludovisi in Rom. Es ist mit Ölfarben direkt auf den Putz gemalt, eine ungewöhnliche Technik, da sie eine nur geringe Haltbarkeit des Kunstwerkes versprach, im Gegensatz zum Fresko aber mit geringerem Aufwand verbunden war und vor allem schneller ausgeführt werden konnte, was dem ruhelosen Temperament Caravaggios wohl entgegenkam.
Frühen Biographen zufolge wollte Caravaggio in diesem Werk seinen Kritikern, die ihm vorwarfen, kein Gespür für perspektivische Darstellungen zu haben, beweisen, dass er sehr wohl auch ausreichendes Talent für derartige akademische Maltechniken hatte, auch wenn er sie in seinen Werken meist für unnötig oder gar kontraproduktiv hielt und mehr auf die noch neue, damals recht ungewohnte Wirkung des Chiaroscuros setzte, was ähnliche Dynamik und Dramatik im Bild bewirken konnte wie ausgeklügelte perspektivische Tricks, den Bildinhalt jedoch noch emotionaler transportieren konnte. Die drei Figuren dieses Gemäldes jedenfalls demonstrieren ein Maß an dramatischer Verkürzung, wie es ausgeprägter kaum vorstellbar ist. Auch den Vorwurf, dass er nur direkt vom lebenden Modell malen konnte, wollte er mit diesem Gemälde entkräften. Hier arbeitete er nämlich mit Vorzeichnungen, die jedoch nicht erhalten sind.

## Darstellungen
Auf dem Gemälde sind die drei Götter Jupiter, Neptun und Pluto als Anspielung auf das alchemistische Interesse des Kardinals dargestellt: Jupiter steht für Schwefel und Luft, Neptun für Quecksilber und Wasser und Pluto für Salz und Erde. Unterscheidbar sind die Götter anhand der zugeordneten Tiere: Jupiter mit dem Adler, Neptun mit dem Seepferd und Pluto mit dem dreiköpfigen Hund Kerberos.
Das Casino mit dem Deckengemälde ist nur auf Anfrage zu besichtigen.